# 14 이레네
14 이레네(14 Irene)는 소행성대의 소행성 중 하나이다.
14 이레네는 1851년 5월 19일, 존 러셀 하인드가 발견했다. 그 이름은 그리스 신화의 평화의 여신에서 이름을 따왔다.
하인드는 소행성에 쓰일 심볼로 머리 위에 별이 있으며, 비둘기가 올리브 가지를 물고 있는 것으로 삼으려했다. 그러나 심볼의 실제 그림은 그래픽으로 표현하기 전에도 만들어지지 않았다.
이레네의 평평한 광도 곡선은 약간 구형의 형태를 가지고 있음을 알려준다. 또 이레네는 4번의 엄폐 현상을 보였다고 보고되었다.

## 같이 보기
- 행성